# Mont Cartwright
Le mont Cartwright (1 475 mètres) est une montagne située dans les monts Torngat, à la frontière du Québec et de Terre-Neuve-et-Labrador, situé à 4 kilomètres du mont D'Iberville.
La montagne est le second sommet en termes d'altitude au Québec derrière le mont D'Iberville et avant le mont Barnes-Pauze.

## Toponymie
Le nom provient de l'explorateur George Cartwright (1739–1819). Le nom du sommet n'est pas reconnu officiellement ni par le Québec, ni par Terre-Neuve-et-Labrador.